# Astragalus gilensis
Astragalus gilensis är en ärtväxtart som beskrevs av Edward Lee Greene. Astragalus gilensis ingår i släktet vedlar, och familjen ärtväxter. Inga underarter finns listade i Catalogue of Life.